# Zunft zu Schuhmachern
E. E. Zunft zu Schuhmachern ist eine öffentlich-rechtliche Korporation der Stadt Basel und eine der zahlreichen Basler Handwerkerzünfte. Sie ist die historische Vereinigung der Schuhmacher, steht heute aber allen Berufsständen offen. Lange Zeit war sie mit der Zunft zu Gerbern als sogenannte Doppelzunft verbunden.
Der FC Basel wurde 1893 im Lokal der Zunft zu Schuhmachern gegründet.

## Anmerkung
1. ↑  E.E. steht für Eine Ehren